# ياكوب ماريش
ياكوب ماريش (بالتشيكية: Jakub Mareš)‏ هو لاعب كرة قدم تشيكي في مركز الوسط، ولد في 26 يناير 1987 في تبليتسه في جمهورية التشيك. شارك مع منتخب التشيك تحت 17 سنة لكرة القدم ومنتخب التشيك تحت 19 سنة لكرة القدم ومنتخب جمهورية التشيك تحت 20 سنة لكرة القدم. أما مع النوادي، فقد لعب مع سبارتا براغ ونادي تيبليتسه ونادي ملادا بوليسلاف.

## وصلات خارجية
- ياكوب ماريش على موقع الاتحاد التشيكي (الإنجليزية)
- ياكوب ماريش على موقع قاعدة بيانات كرة القدم.إي يو (الإنجليزية)
- ياكوب ماريش على موقع Soccerway.com (الإنجليزية)
- ياكوب ماريش على موقع عالم كرة القدم.نت (الإنجليزية)